# Mrganush
Mrganush (en arménien Մրգանուշ ) est une communauté rurale du marz d'Ararat en Arménie. En 2008, elle compte 1 229 habitants.